# Ignaz Schwinn

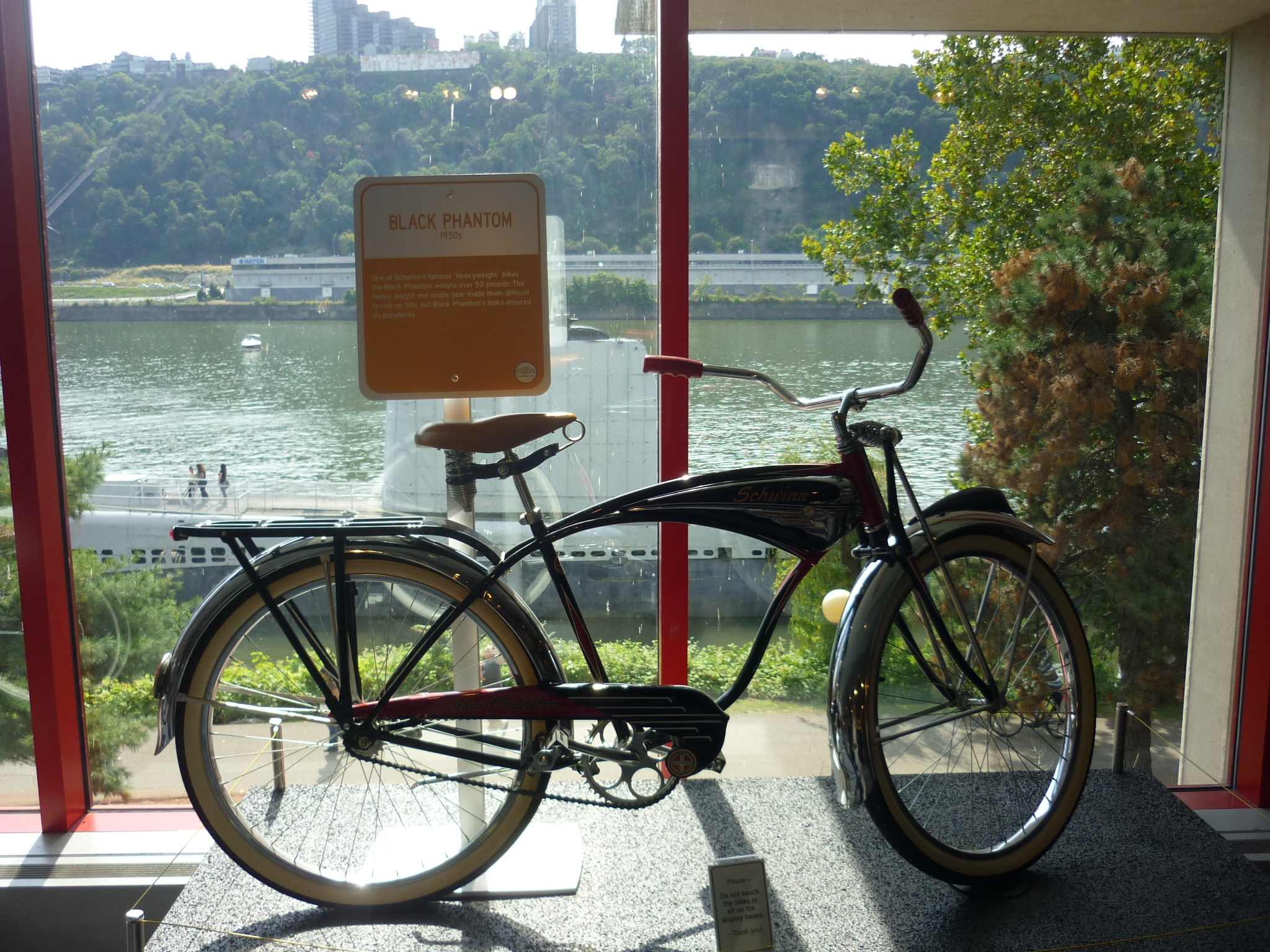
Schwinn Black Phantom uit de jaren vijftig

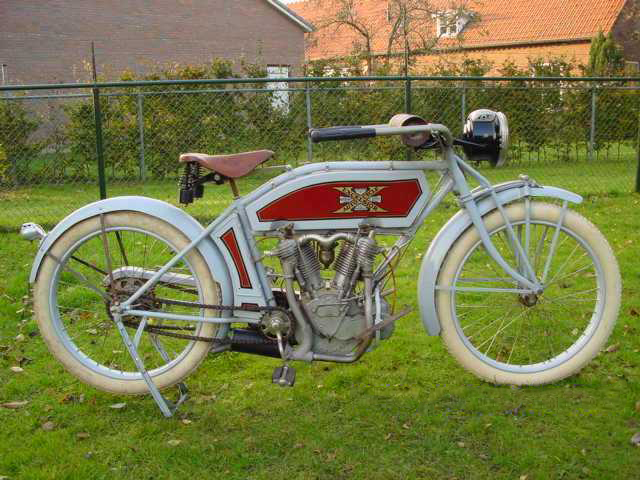
Excelsior Single Speed 975 cc uit 1914

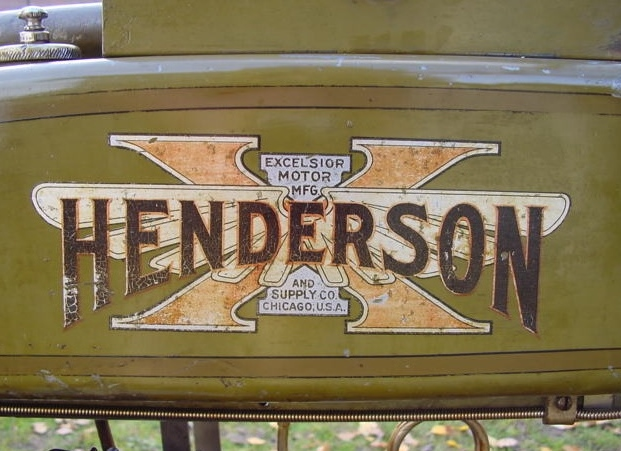
Excelsior-Henderson logo uit 1918

Ignaz Schwinn (Hardheim, 1 april 1860 – Chicago, 31 augustus 1948) was een Amerikaans ondernemer van Duitse afkomst. 
Ignaz Schwinn was de zoon van meestertimmerman Frank Schwinn, die als "meesterstuk" een pijporgel had gebouwd. Vader Frank overleed toen Ignaz 11 jaar oud was. Ignaz werd leerling machinist voordat hij besloot door Duitsland te gaan reizen. Uiteindelijk stortte hij zich op de nieuwe rage: het rijwiel.

## Carrière in Duitsland
In die tijd was de Hoge bi nog gangbaar omdat kettingaandrijving nog in de kinderschoenen stond. Ignaz hield zich waarschijnlijk bezig met technische verbeteringen aan deze fiets, maar toen John Kemp Starley in 1885 zijn veiligheidsfiets presenteerde zag Schwinn daar de toekomst in. Hij ging zelf een ontwerp van een veiligheidsfiets maken en presenteerde dat aan de investeerder Kenrick Kleyer. Kleyer huurde Schwinn in en samen begonnen ze met de productie van de eerste veiligheidsfietsen in Duitsland. Een jaar nadat ze een nieuwe fabriek hadden opgezet kregen Kleyer en Schwinn echter onenigheid, mogelijk over het ontwerp van een remnaaf. Misschien was dit niet het enige geschil tussen deze twee, want Schwinn besloot samen met zijn vrouw Helen naar Amerika te emigreren.

## Carrière in de Verenigde Staten

### Arnold, Schwinn & Company
In 1891 arriveerden ze in Chicago, waar de fiets inmiddels een grote rage was geworden en er was dan ook veel vraag naar. Ignaz werkte bij een aantal rijwielfabrieken, maar in 1895 zette hij zijn eigen bedrijf op. Hij ontmoette Adolf Frederick William Arnold, die elf jaar ouder was dan Ignaz en zijn geld verdiende met investeringen als directeur van de Haymarket Produce Bank. Hij trad op als geldschieter voor Ignaz Schwinn en samen zetten ze Arnold, Schwinn & Company op. 
Arnold, Schwinn & Co. moest concurreren met ruim 300 fietsfabrikanten, waardoor de rijwielen vooral betaalbaar moesten zijn. In 1899 kochten ze de March Davis Bicylce Company op en bouwden ze een nieuwe fabriek. Ze besloten niet in te gaan op een fusievoorstel van de American Bicycle Company, die 75% van de markt in handen had, maar die in 1903 failliet ging. 
In dat jaar ontstond een nieuwe rage, toen Henry Ford zijn Model A op de markt bracht. In 1905 werd duidelijk dat de opkomst van de auto een klap zou uitdelen aan de rijwielindustrie. Schwinn besloot echter door te zetten. Hij kocht een aantal kleinere rijwielfabrieken op en hij kocht Arnold in 1908 uit. 

### Excelsior en Henderson motorfietsen
In 1911 besloot Ignaz Schwinn zich toe te gaan leggen op de productie van motorfietsen. Daarvoor kocht hij de Excelsior Motor Mfg and Supply Co. op, een fietsfabrikant die sinds 1907 motorfietsen leverde. Excelsior ging zich al snel toeleggen op de productie van zware V-twins en het merk groeide hard nadat een Excelsior Model X in 1912 een recordsnelheid van 100 mijl per uur haalde. In 1914 bouwde Schwinn de grootste motorfietsenfabriek ter wereld en in 1917 kocht hij het merk Henderson uit Cleveland op. Henderson bouwde met weinig succes motorfietsen met viercilinderlijnmotoren, maar nadat Schwinn de productie naar Chicago haalde stegen de verkoopcijfers van de Henderson-machines.
Nadat hij zijn dienst tijdens de Eerste Wereldoorlog had vervuld en was afgestudeerd aan het Illinois Institute of Technology trad Ignaz's zoon Frank W. toe tot het bedrijf. 
Eind jaren twintig ging het goed met de bedrijven van vader en zoon Schwinn, maar na de beurskrach van 1929 liet Ignaz zich adviseren door economen die een langdurige economische crisis voorzagen. Ignaz vreesde dat er steeds minder kopers van zijn dure motorfietsen zouden zijn, maar om de ontwikkelingskosten op te vangen moesten deze wel in grote aantallen verkocht worden. In 1931 besloot hij daarom resoluut de productie van de Excelsior- en de Henderson-motorfietsen te staken en volledig over te schakelen op de rijwielproductie. Hij ging zelf met pensioen, op 71-jarige leeftijd en zoon Frank nam de leiding van het bedrijf over. 
Ignaz Schwinn overleed in 1948 in Chicago, maar de Schwinn Bicycle Company was in de jaren zeventig nog de grootste rijwielfabrikant van de Verenigde Staten.